# Iravanli (Tartar)
Iravanli est un village de la région de Tərtər en Azerbaïdjan.

## Population
Selon les statistiques de 2009, la population du village est de 954 personnes.

## Géographie
Le village d'Iravanli de la région de Tərtər est situé dans la circonscription administrative du village de Soyoulankend.

## Culture
Il y a une école maternelle et un centre culturel dans le village.

## Économie
La principale occupation de la population du village d'Iravanli est l'élevage et l'agriculture.